# Gretchen Whitmer
Gretchen Esther Whitmer (Lansing, 23 augustus 1971) is een Amerikaanse politica van de Democratische Partij. Sinds januari 2019 is zij de gouverneur van de Amerikaanse staat Michigan. Op 8 oktober 2020 werd bekend dat zij is ontsnapt aan een ontvoering door Wolverine Watchmen.

## Biografie
Whitmer werd geboren als oudste in een gezin van drie kinderen. Haar ouders, beiden werkzaam als advocaat, scheidden toen ze tien jaar oud was. Whitmer woonde vanaf dat moment bij haar moeder in Grand Rapids, terwijl haar vader minstens eens per week op en neer reisde vanuit Detroit. Na de middelbare school ging Whitmer communicatiewetenschap studeren aan de Michigan State University. Ze behaalde hier in 1993 haar Bachelor of Arts. Aansluitend volgde ze aan dezelfde universiteit een rechtenstudie, die ze in 1998 met een Juris Doctor afsloot.
In 2000 zette Whitmer haar eerste stappen in de politiek toen ze werd verkozen in het Huis van Afgevaardigden van Michigan. Ze had hierin zitting tot 2006, toen ze overstapte naar de staatssenaat. Daar werd ze in 2010 gekozen als leider van de Democratische fractie en minderheidsleider. Na twee volledige ambtstermijnen als senator mocht Whitmer zich in 2014 niet meer verkiesbaar stellen. In 2016 was ze enkele maanden actief als officier van justitie van Ingham County. Naast haar politieke werkzaamheden gaf ze ook les aan de Michigan State University en de Universiteit van Michigan.

### Gouverneur
In 2017 stelde Whitmer zich verkiesbaar voor de gouverneursverkiezingen van 2018 in Michigan. Bij de voorverkiezing van de Democratische Partij slaagde ze erin alle 83 county's in de staat te winnen. Bij de algemene verkiezingen moest zij het vervolgens opnemen tegen de Republikein Bill Schuette, toenmalig attorney general (minister van justitie) van Michigan. Tijdens de campagne werd Whitmer verweten de U.S. Immigration and Customs Enforcement te willen afschaffen, iets wat zij ontkende. Ze verklaarde zich vooral te willen focussen op onderwijs en infrastructuur.
Whitmer behaalde ruim 53% van de stemmen en werd daarmee verkozen tot gouverneur van Michigan. Op 1 januari 2019 werd zij ingezworen voor het Capitool van Michigan in Lansing, als opvolger van de Republikeinse gouverneur Rick Snyder. Whitmer is na Jennifer Granholm (2003-2011) de tweede vrouwelijke gouverneur in de geschiedenis van de staat. Op 8 november 2022 werd zij herkozen als gouverneur, met o.a. een pro-abortus (eigen keuze voor de vrouw) standpunt.